# José Mariño
José Mariño (Portugal) é um locutor de rádio português. É um dos mentores do Hip Hop em Portugal, criou em 1992 o Novo Rap Jovem, o primeiro programa de rádio totalmente dedicado ao hip hop português.

## Biografia
Em 1992, José Mariño propõe a criação de um programa de rádio totalmente dedicado ao hip hop, dando origem ao Novo Rap Jovem, na Rádio Energia. Nele para além de divulgar, incentiva os ouvintes a enviarem maquetes de projectos de hip hop.
Muda-se para a Antena 3, da qual é um dos fundadores em 1994, e dá continuidade ao trabalho com o programa Repto, até este terminar em 1999. Sai da Antena 3 e vai apresentar a rubrica Beatbox, no programa Curto-Circuito, na SIC Radical. Esta acaba por dar origem ao programa homónimo, no qual passa videoclips de rap.
Regressa à Antena 3, onde exerce o cargo de director-adjunto, para o qual é convidado por Rui Pêgo. Com a sua entrada, a Antena 3 passa por uma profunda remodelação, nomeadamente ao nível da programação e da imagem.
Após um interregno volta à rádio, em 2019, com o programa A Teoria da Evolução, desta vez na Antena 1, onde entrevista figuras do hip hop português, como Sam the Kid.